# Gidget Sandoval
Gidget Sandoval Herrera (1966) è una modella costaricana incoronata Miss International 1983.
Gidget Sandoval è stata la seconda rappresentante della Costa Rica a vincere il concorso di Miss International, quell'anno tenuto a Osaka in Giappone.
Prima della sua vittoria a Miss International, aveva partecipato al concorso Miss Pan-American Teenage, dove era stata incoronata Miss Elegance.